# Youssef Msakni
Youssef Msakni (arabiska: يوسف المساكني), född 28 oktober 1990 i Tunis, är en tunisisk fotbollsspelare som spelar för Al-Arabi. Han spelar även för Tunisiens landslag.

## Landslagskarriär
Msakni debuterade för Tunisiens landslag den 9 januari 2010 i en träningslandskamp mot Gambia.